# Будапешт Торна Клуб
Будапешт Торна Клуб (угор. Budapesti Torna Club), часто скорочено БТК — колишній угорський футбольний клуб з Будапешта, заснований 8 лютого 1897 року у складі однойменного спортивного клубу.
У 1901 та 1902 роках він виграв перші два чемпіонати Угорщини в історії. Будучи найстарішим футбольним клубом Угорщини, заснованим у 1897 році, вже у 1926 році його було розформовано.

## Історія
Спортивне товариство БТК було засноване 9 травня 1885 року. 8 лютого 1897 року у ньому була створена футбольна секція, у результаті чого БТК став найстарішим футбольним клубом Угорщини.
9 травні 1897 року відбулася гра двох команд БТК, яка стала першим офіційним футбольним матчем в Будапешті та Угорщини загалом.
Клуб грав у 1901—1904, 1908—1915 і 1917—1925 роках у найвищій угорській лізі, а найбільшими успіхами стали чемпіонства у перших двох розіграшах, причому у турнірі 1901 року клуб не зазнав жодної поразки. 
Найстаріший клуб Угорщини проіснував майже тридцять років, зникнувши у 1926 році.

## Титули та досягнення
- Чемпіон Угорщини: 1901, 1902
- Фіналіст Кубка Угорщини: 1910
- Володар Кубка виклику: 1910 (?)
- Фіналіст Кубка виклику: 1902